# Ampedus agilis
Ampedus agilis là một loài bọ cánh cứng trong họ Elateridae. Loài này được Platia miêu tả khoa học năm 2001.